# Edmund FitzAlan, 9. Earl of Arundel

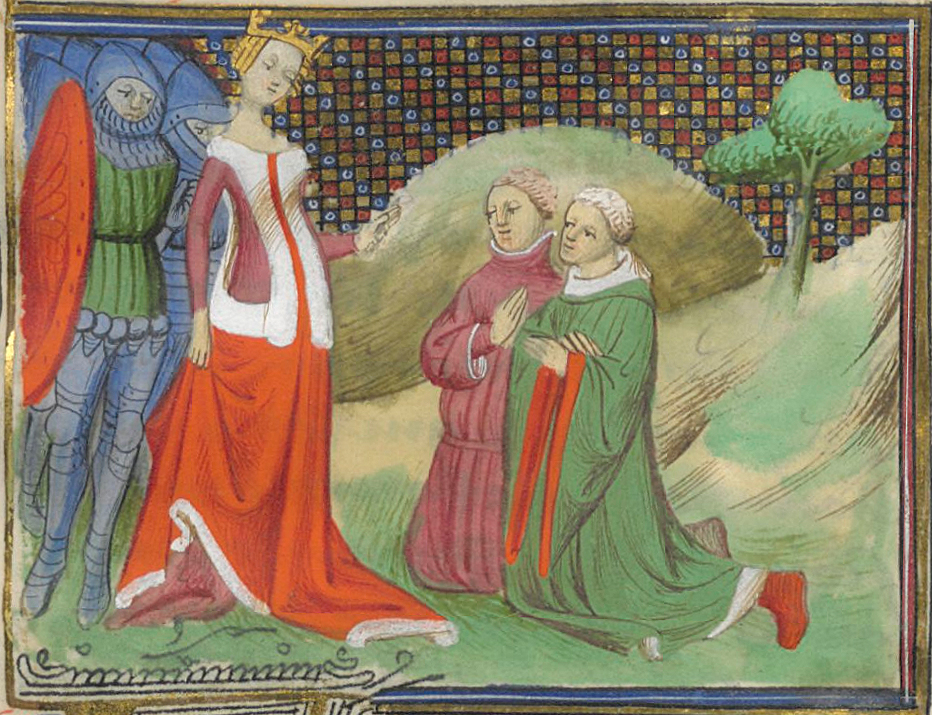
Die gefangen genommenen Edmund FitzAlan und Hugh le Despenser knien vor Königin Isabella. Darstellung aus dem 15. Jahrhundert

Edmund FitzAlan, 9., nach anderer Zählung 2. Earl of Arundel (* 1. Mai 1285 auf Marlborough Castle; † 17. November 1326 in Hereford) war ein englischer Magnat. Während der turbulenten Herrschaft von König Eduard II. wechselte er, wie andere Adlige auch, mehrfach die Seiten. Obwohl er zeitweise zu den erbittertsten Gegnern des Königs gehört hatte, war er schließlich einer der wenigen Magnaten, die nach 1322 die Herrschaft des Königs unterstützten. Nach dem Sturz des Königs wurde er als Verräter hingerichtet.

## Herkunft und Jugend
Fitzalan entstammte dem Haus FitzAlan. Er war ein Sohn von Richard FitzAlan, 8. Earl of Arundel und von dessen Frau Alasia (auch Alice), einer Tochter von Markgraf Thomas von Saluzzo. Fitzalans Vater starb 1302, worauf John de Warenne, 6. Earl of Surrey sein Vormund wurde und das Recht erhielt, ihn zu verheiraten. Warenne starb 1304, doch er hatte vereinbart, dass FitzAlan seine Enkelin Alice, eine Tochter seines bereits verstorbenen Sohns William de Warenne heiraten sollte. Fitzalan weigerte sich zunächst, sie zu heiraten, ehe er sie 1305 schließlich heiratete. Im April 1306 übergab ihm König Eduard I. sein Erbe und schlug ihn zusammen mit Eduard, dem Prince of Wales, am 22. Mai zum Ritter.

## Angehöriger der Adelsopposition
Nach dem Tod von Eduard I. und der Thronfolge von Eduard II. bezeugte FitzAlan, nun Earl of Arundel, am 6. August 1307 die Erhebung von Piers Gaveston zum Earl of Cornwall. Bei der Krönung Eduards am 25. Februar 1308 diente er als Mundschenk und Träger der königlichen Robe. Schon bald schloss er sich jedoch den Gegnern Gavestons an. Ein Grund hierfür könnte ein Turnier gewesen sein, bei dem Gaveston Ende 1307 Arundel besiegt hatte. Arundel verweigerte 1309 seine Teilnahme am Parlament in Stamford. Im März 1310, als der König der Adelsopposition nachgeben musste, wurde er als einer der 21 Lords Ordainer gewählt. Als Gaveston im Januar 1312 verbotenerweise aus seinem Exil zurückkehrte, gehörte Arundel zu den Magnaten, die sich schworen, ihn zu jagen und gefangen zu nehmen. Im Juni war er einer der drei Earls, die den gefangenen Gaveston nach kurzem Prozess hinrichten ließen.

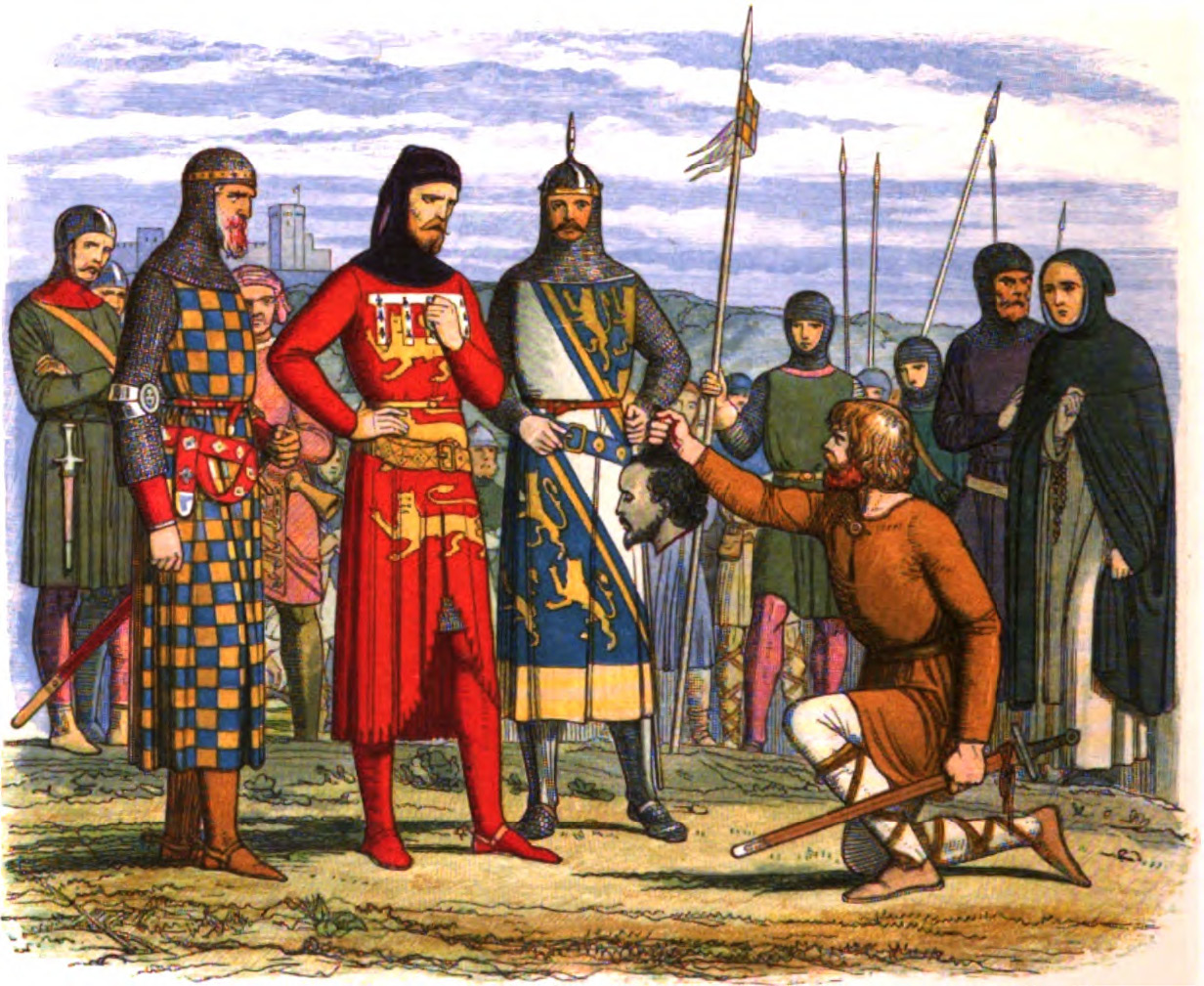
Der abgeschlagene Kopf wird Bohun, Lancaster und Arundel präsentiert. Historisierende Darstellung von 1864

Obwohl ihn der König 1313 offiziell begnadigte, blieb Arundel dem König gegenüber zurückhaltend. Im Juni 1314 verweigerte er seine Teilnahme an dem Feldzug des Königs nach Schottland, der in der vernichtenden Niederlage von Bannockburn endete. Er folgte damit vermutlich dem Beispiel des Earl of Lancaster, des Führers der Adelsopposition. Lancaster hatte bemängelt, dass der Feldzug entgegen den Bestimmungen der Ordinances nicht von einem Parlament beschlossen worden war. Der König untersagte Arundel im Gegenzug 1315 den Erwerb der Herrschaft von Caus in den Welsh Marches, die er von Sir Peter Corbet kaufen wollte.

## Annäherung an den König
Im Februar 1316 gehörte Arundel dem königlichen Rat an, der unter Führung von Lancaster die Regierung übernahm. Bereits nach wenigen Monaten scheitere jedoch die von Lancaster geführte Regierung, worauf der Rat wieder aufgelöst wurde. In den nächsten Jahren entfernte sich Arundel zunehmend von der Linie Lancasters. Am 19. November 1316 ernannte ihn der König, vermutlich gegen Lancasters Willen, zum Verteidiger der Scottish Marches. Im August 1318 unterstützte er die Verhandlungen, die zum Vertrag von Leake und damit zu einer zwischenzeitlichen Versöhnung von Lancaster mit dem König führten. Im September 1319 nahm Arundel an der vergeblichen Belagerung von Berwick durch den König teil. Am 9. Februar 1321 heiratete sein ältester Sohn Richard auf dem königlichen Gut von Havering-atte-Bower Isabel le Despenser, eine Tochter des königlichen Günstlings Hugh le Despenser. Mit dieser Heirat wurde Arundels Zugehörigkeit zur Partei des Königs offensichtlich.

## Parteigänger des Königs
Als es im Mai 1321 zur Rebellion der Marcher Lords, dem sogenannten Despenser War, kam, verweigerte Arundel als Parteigänger des Königs den Rebellen seine Unterstützung. Daraufhin belagerten Roger Mortimer of Chirk und Roger Mortimer of Wigmore Arundels Burg von Clun. Während eines Parlaments im August 1321 zwangen die Rebellen den König, die Despenser zu verbannen, und auch Arundel stimmte dieser Forderung zu. Als der König jedoch ab Oktober 1321 gegen die Rebellen vorging, unterstützte ihn Arundel bei der Belagerung von Leeds Castle. Im Auftrag des Königs riet der den englischen Bischöfen, der Aufhebung des Exils der Despenser zuzustimmen. Im Winter von 1321 bis 1322 nahm er am Feldzug des Königs in die Welsh Marches teil. Der König ernannte ihn am 5. Januar zum Justiciar für Wales, und Arundel gelang es, die Mortimers Ende Januar zur Aufgabe zu überreden. Am 11. März befürwortete er die Verurteilung von Lancaster als Verräter. Nachdem Lancaster nach der Schlacht bei Boroughbridge gefangen genommen worden war, gehörte Arundel zu den Richtern, die ihn am 22. März in Pontefract Castle zum Tode verurteilten. Der König belohnte seine Unterstützung, indem er ihm beschlagnahmte Güter der Rebellen übergab. Zu diesen Gütern gehörten Ländereien in der Isle of Axholme, die zuvor John Mowbray gehört hatten, sowie die Herrschaft von Chirk, die zuvor Roger Mortimer of Chirk gehört hatte und die an Arundels Herrschaft von Oswestry grenzte. Aus seinen ererbten Besitzungen und aus den neu erhaltenen Ländereien hatte Arundel nun jährliche Einkünfte in Höhe von etwa £ 2000. Im Herbst 1322 nahm er am erfolglosen Feldzug des Königs nach Schottland teil. Auch in den nächsten Jahren war er ein Unterstützer des Königs. 1326 bestätigte der König seinen Erbanspruch auf die Besitzungen von John de Warenne, 7. Earl of Surrey.

## Hinrichtung
Als im selben Jahr die exilierte Königin Isabella und der aus der Gefangenschaft entkommene Roger Mortimer of Wigmore in England landeten und die Herrschaft von Eduard II. zusammenbrach, wurde auch Arundel als einer der mächtigsten Unterstützer des Königs unausweichlich zu einem Ziel der Rebellen. Er floh mit dem König nach Westengland, wurde jedoch bei Shrewsbury von John Charlton of Powys gefangen genommen und zu Königin Isabella nach Hereford gebracht. Dort wurde er als Verbündeter der Despensers für den Tod Lancasters verantwortlich gemacht und der Verschwörung gegen die Königin beschuldigt. Als Verräter zum Tode verurteilt, verdankte er vermutlich dem Beharren Mortimers, dass er ehrenvoll enthauptet werden sollte, anstatt als Verräter gehängt zu werden. Der ungeübte Henker soll jedoch 22 Hiebe benötigt haben, um seinen Kopf vom Rumpf zu trennen. Arundels Leichnam wurde später in Haughmond Abbey, der traditionellen Familiengrablege der FitzAlans beigesetzt.
Sein beträchtlicher Schatz, den er in der Kathedrale von Chichester und in der Holy Trinity Priory in London deponiert hatte, wurde geraubt, große Teile des Schatzes wurden schließlich bei der Königin und bei Mortimer entdeckt. Als Verräter war er enteignet und seine Nachkommen enterbt worden. Die Honour of Arundel mit Arundel Castle wurde dem Earl of Kent übergeben, seine Besitzungen in Shropshire und North Wales fielen an Mortimer.

## Nachkommen
Aus seiner Ehe mit Alice de Warenne hinterließ er sechs Kinder:
- Richard FitzAlan, 10. Earl of Arundel (um 1313–1376), ⚭ (1) 1321–1344 Isabel le Despencer, Tochter des Hugh le Despenser, ⚭ (2) 1345 Lady Eleanor de Beaumont, Tochter des Henry of Lancaster, 3. Earl of Lancaster;
- Sir Edmund Fitzalan ⚭ Lady Sibyl Montagu, Tochter des William Montagu, 1. Earl of Salisbury;
- Michael Fitzlan;
- Lady Alice Fitzalan ⚭ 1325 John de Bohun, 5. Earl of Hereford;
- Lady Aleyne Fitzalan († 1386) ⚭ um 1338 Roger Lestrange, 5. Baron Strange of Knockin;
- Lady Jane Fitzalan.

Nach dem Sturz von Roger Mortimer 1330 wurde sein ältester Sohn Richard wieder als Earl of Arundel eingesetzt.